# Niels Juel (artilleriskib)
 For alternative betydninger, se Niels Juel (flertydig). (Se også artikler, som begynder med Niels Juel)
Niels Juel var et dansk pansret krigsskib, oprindeligt betegnet som "orlogsskib" og fra 1932 som "artilleriskib". Navnet ses også stavet Niels Iuel. Skibet havde en lang byggeperiode, påvirket af forholdene under og efter 1. verdenskrig, og det færdige skib var markant forskelligt fra det oprindeligt planlagte. Niels Juel blev det sidste danske pansrede skib, og det var opkaldt efter søhelten Niels Juel.

## Designhistorie
Da forgængeren Peder Skram blev søsat i 1908, blev der nedsat en kommission, der skulle komme med forslag til, hvordan det næste panserskib skulle se ud. Man tog sig god tid, og først i 1912 blev der afgivet betænkning, og på grundlag af den besluttede Marineministeriet i 1913 at bygge et skib, der skulle være en forbedret udgave af Peder Skram. Det svære skyts skulle fordobles til fire 24 cm kanoner i to tårne, og det mellemsvære skyts skulle smelte sammen med anti-torpedobådsskytset til 8 styk 10,5 cm kanoner. De ansvarlige søofficerer for skibsbygningen tog imidlertid på studietur i udlandet, og blev her frarådet at benytte 24 cm kanoner, da man i andre lande var gået over til kraftigere skyts. Planerne blev derfor justeret til at omfatte to enkelttårne med 30,5 cm kanoner, og dette skyts blev bestilt hos Krupp i Tyskland i juni 1914. Så brød 1. verdenskrig ud, og Krupp meddelte kort efter, at man ikke kunne levere kanonerne før krigen var slut. Anti-torpedobådsskytset havde man ikke nået at bestille, og i 1917 godkendte Marinen nye planer, der ændrede det planlagte skyts fra 10,5 til 12 cm kanoner. Uden kanoner kom man ingen vegne, og skibet fyldte op på Orlogsværftet, der havde travlt under krigen, hvor stort set alle skibe deltog i neutralitetsforsvaret. Derfor blev det søsat i juli 1918, og kort efter gik arbejdet helt i stå.
Efter krigens afslutning var regeringen ikke indstillet på at bruge midler til et nyt panserskib. Man ønskede afrustning, og undersøgte seriøst mulighederne for at ombygge skibet til færge eller fragtskib, eller bare at sælge det som skrot. Der var imidlertid allerede indbetalt en rate til Krupp for kanonerne, og efter krigen spurgte firmaet, om leverancen skulle opfyldes. Den radikale regering ville absolut ikke have nogen 30 cm kanoner, det var "angrebsvåben". Men der var trods alt puttet mange penge i byggeprojektet, så enden på historien blev, at der blev udarbejdet et helt nyt design med 10 styk 15 cm kanoner, lagt et ekstra dæk på skibet, og så havde man et søgående skoleskib, en slags langsom krydser, der også var glimrende til repræsentationsformål.

## Tjeneste
Niels Juel hejste kommando i maj 1923 og blev flittigt benyttet, blandt andet som kongeskib på rejser til Finland, Færøerne og Island. I 1931 var det i rollen som kadetskib det første danske krigsskib i Sortehavet, hvor det anløb Odessa. I starten af 1930'erne udgik Herluf Trolle og Olfert Fischer af aktiv tjeneste, og det stod hurtigt klart, at der ikke ville blive bevilget penge til nye store skibe. I stedet blev Niels Juel moderniseret i 1935-36, blandt andet med nyt ildledelsessystem og ekstra antiluftskyts. Da 2. verdenskrig brød ud i 1939 var det alene op til Niels Juel og Peder Skram at yde artilleristøtte til de danske minespærringer i neutralitetsforsvaret. Da Danmark blev besat 9. april 1940, lå Niels Juel inaktiv på Holmen med stærkt reduceret besætning på grund af issituationen. Steensen skriver, at 3-4 af dets kanoner faktisk kunne have beskudt de tyske skibe, der lagde til kaj ved Langelinie. Der blev imidlertid ikke gjort forsøg på at bemande dem. Under besættelsen var skibet henvist til sejlads i de indre farvande, blandt andet Isefjorden. Da det danske militær blev afvæbnet 29. august 1943, lå Niels Juel i Isefjorden. Skibet forsøgte at komme til Sverige, men blev bombet af tyske fly, og blev i stedet sat på grund, med åbne søventiler. Den tyske Kriegsmarine overtog skibet og satte det i 1944 i tjeneste under navnet Nordland. I tysk tjeneste fungerede det også som skoleskib, ind til det blev sænket i Egernførde Fjord efter et flyangreb 3. maj 1945. Vraget ligger der stadig, på omkring 30 m vand.
Inden Nordland kom i tjeneste, var kanonerne blevet skiftet ud, og otte af de 10 15 cm kanoner havnede i tyske fæstningsanlæg i Danmark, fire ved Faarupklint syd for Løkken og fire ved Frederikshavn, hvoraf tre stadig kan ses i det nuværende museumsområde Bangsbo Fort.

## Ekstern henvisning
- Artilleriskibet Niels Juel Arkiveret 8. august 2007 hos  Wayback Machine